# 동물이동

딱정벌레목

동물이동(animal locomotion)은 동물행동학에서 동물이 한 장소에서 다른 장소로 이동하는 데 사용하는 다양한 방법을 의미한다. 일부 이동 방식은 (처음에는) 자체 추진력을 가진다. 예를 들어 달리기, 수영, 점프, 날기, 깡충깡충 뛰기, 활공 등이 있다. 또한 환경에 의존하여 이동을 하는 동물 종도 많다. 이러한 수동적 이동은 항해(일부 해파리), 연 날리기(거미), 구르기(일부 딱정벌레목 및 거미), 또는 다른 동물을 타기(포레시스)와 같은 수동적 이동이라고 한다.
동물은 먹이, 짝, 적합한 미소 서식지, 또는 포식자를 피하기 위해 등 다양한 이유로 이동한다. 많은 동물에게 이동 능력은 생존에 필수적이며, 결과적으로 자연 선택은 이동하는 유기체의 이동 방식과 메커니즘을 형성해 왔다. 예를 들어, 먼 거리를 이동하는 이동 동물(예: 북극 제비갈매기)은 일반적으로 단위 거리당 에너지 소모가 매우 적은 이동 메커니즘을 가지고 있는 반면, 포식자를 피하기 위해 자주 빠르게 이동해야 하는 비이주 동물은 에너지 소모가 크지만 매우 빠른 이동 메커니즘을 가지고 있을 가능성이 높다.
섬모, 다리 (해부학), 날개, 팔, 지느러미, 꼬리 등 동물이 이동에 사용하는 해부학적 구조는 때때로 운동 기관 또는 운동 구조라고 불린다.

## 같이 보기
- 동물 이주
- 항해 (생태학)
- 깃털
- 관절
- 주성 (생물학)